# آنگلا لیچکف
آنگلا لیچکف (انگلیسی: Angela Litschev؛ زادهٔ ۱۷ ژوئیهٔ ۱۹۷۸) یک نویسنده، و شاعر اهل آلمان است. وی از سال ۲۰۰۰ میلادی تاکنون مشغول فعالیت بوده‌است.

## زندگینامه
آنگلا لیچکف در سال ۱۹۷۸ در صوفیه به عنوان تنها دختر الکساندر لیکچف، مورخ و مدرس فلسفه و همسرش آنا، جامعه‌شناس به دنیا آمد. خانواده او در سال ۱۹۹۰، پس از اینکه پدرش موقعیت تدریس در دانشگاه دوسلدورف را دریافت کرد، به آلمان مهاجرت کرد. او در دبیرستان آنت فن درسته-هولسهوف در دوسلدورف و سپس در دانشکده مددکاری اجتماعی سنت اورسولا تحصیل کرد.